# Cantonul Saint-Paul-de-Fenouillet
Cantonul Saint-Paul-de-Fenouillet este un canton din arondismentul Perpignan, departamentul Pyrénées-Orientales, regiunea Languedoc-Roussillon, Franța.

## Comune
- Ansignan
- Caudiès-de-Fenouillèdes
- Fenouillet
- Fosse
- Lesquerde
- Maury
- Prugnanes
- Saint-Arnac
- Saint-Martin
- Saint-Paul-de-Fenouillet (reședință)
- Vira